# Superettan 2021
La Superettan 2021 è stata la 22ª edizione del secondo livello del campionato di calcio svedese nel suo formato attuale. La stagione è iniziata il 10 aprile 2021 e si è conclusa il 27 novembre 2021. A fine stagione l'IFK Värnamo, il GIF Sundsvall e l'Helsingborg (quest'ultimo dopo aver vinto gli spareggi) sono stati promossi in Allsvenskan, mentre l'Akropolis, il GAIS (questi ultimi due dopo aver perso gli spareggi), il Vasalund e il Falkenberg sono stati retrocessi in Ettan.

## Formula
Le 16 squadre partecipanti si affrontano in un girone di andata e ritorno, per un totale di 30 giornate.
Le prime due classificate del campionato sono promosse in Allsvenskan.
La terza classificata gioca uno spareggio promozione/retrocessione contro la terzultima classificata dell'Allsvenskan.
La terzultima e la quartultima classificata giocano uno spareggio promozione/retrocessione contro le seconde classificate dei due gironi di Ettan.
Le ultime due classificate sono retrocesse direttamente in Ettan.

## Squadre partecipanti
| Club             | Stagione | Città       | Stadio                  | Stagione precedente      |
| ---------------- | -------- | ----------- | ----------------------- | ------------------------ |
| AFC Eskilstuna   | dettagli | Eskilstuna  | Tunavallen              | 9º posto in Superettan   |
| Akropolis        | dettagli | Stoccolma   | Grimsta IP              | 5º posto in Superettan   |
| Brage            | dettagli | Borlänge    | Domnarvsvallen          | 8º posto in Superettan   |
| Falkenberg       | dettagli | Falkenberg  | Falcon Alkoholfri Arena | 16º posto in Allsvenskan |
| GAIS             | dettagli | Göteborg    | Gamla Ullevi            | 10º posto in Superettan  |
| GIF Sundsvall    | dettagli | Sundsvall   | NP3 Arena               | 6º posto in Superettan   |
| Helsingborg      | dettagli | Helsingborg | Olympia                 | 15º posto in Allsvenskan |
| IFK Värnamo      | dettagli | Värnamo     | Finnvedsvallen          | 1º posto in Ettan Södra  |
| Jönköpings Södra | dettagli | Jönköping   | Stadsparksvallen        | 3º posto in Superettan   |
| Landskrona BoIS  | dettagli | Landskrona  | Landskrona IP           | 2º posto in Ettan Södra  |
| Norrby           | dettagli | Borås       | Borås Arena             | 11º posto in Superettan  |
| Trelleborg       | dettagli | Trelleborg  | Vångavallen             | 13º posto in Superettan  |
| Vasalund         | dettagli | Solna       | Skytteholms IP          | 1º posto in Ettan Norra  |
| Västerås SK      | dettagli | Västerås    | Iver Arena              | 7º posto in Superettan   |
| Örgryte          | dettagli | Göteborg    | Gamla Ullevi            | 12º posto in Superettan  |
| Öster            | dettagli | Växjö       | Visma Arena             | 4º posto in Superettan   |

## Classifica
|  | Pos. | Squadra          | Pt | G  | V  | N  | P  | GF | GS | DR  |
|  | ---- | ---------------- | -- | -- | -- | -- | -- | -- | -- | --- |
|  | 1.   | IFK Värnamo      | 59 | 30 | 18 | 5  | 7  | 44 | 29 | +15 |
|  | 2.   | GIF Sundsvall    | 53 | 30 | 15 | 8  | 7  | 46 | 29 | +17 |
|  | 3.   | Helsingborg      | 48 | 30 | 13 | 9  | 8  | 47 | 29 | +18 |
|  | 4.   | Norrby           | 48 | 30 | 13 | 9  | 8  | 41 | 33 | +8  |
|  | 5.   | Öster            | 46 | 30 | 12 | 10 | 8  | 33 | 26 | +7  |
|  | 6.   | Landskrona BoIS  | 44 | 30 | 13 | 5  | 12 | 41 | 37 | +4  |
|  | 7.   | Trelleborg       | 43 | 30 | 11 | 10 | 9  | 42 | 39 | +3  |
|  | 8.   | Örgryte          | 41 | 30 | 9  | 14 | 7  | 39 | 39 | 0   |
|  | 9.   | AFC Eskilstuna   | 40 | 30 | 11 | 7  | 12 | 41 | 41 | 0   |
|  | 10.  | Brage            | 39 | 30 | 10 | 9  | 11 | 40 | 42 | -2  |
|  | 11.  | Jönköpings Södra | 38 | 30 | 10 | 8  | 12 | 34 | 37 | -3  |
|  | 12.  | Västerås SK      | 36 | 30 | 8  | 12 | 10 | 36 | 40 | -4  |
|  | 13.  | Akropolis        | 35 | 30 | 9  | 8  | 13 | 28 | 44 | -16 |
|  | 14.  | GAIS             | 34 | 30 | 10 | 4  | 16 | 31 | 40 | -9  |
|  | 15.  | Vasalund         | 26 | 30 | 7  | 5  | 18 | 35 | 52 | -17 |
|  | 16.  | Falkenberg       | 25 | 30 | 6  | 7  | 17 | 34 | 55 | -21 |

Legenda:
      Promosse in Allsvenskan
 Ammesse agli spareggi
      Retrocesse in Ettan
Note:
Tre punti a vittoria, uno a pareggio, zero a sconfitta.

## Spareggi

### Spareggi per la Superettan 2022
|            | Risultati |            | Luogo e data               |
| ---------- | --------- | ---------- | -------------------------- |
| Skövde AIK | 3 - 0     | Akropolis  | Skövde, 2 dicembre 2021    |
| Akropolis  | 0 - 0     | Skövde AIK | Stoccolma, 5 dicembre 2021 |
|            |           |            |                            |
| Dalkurd    | 2 - 1     | GAIS       | Uppsala, 2 dicembre 2021   |
| GAIS       | 1 - 1     | Dalkurd    | Göteborg, 5 dicembre 2021  |
|            |           |            |                            |

## Statistiche

### Individuali

#### Classifica marcatori[2]
| Gol | Rigori |  | Giocatore               | Squadra         |
| --- | ------ |  | ----------------------- | --------------- |
| 18  | 2      |  | Ajdin Zeljkovic         | Örgryte         |
| 17  | 2      |  | Anthony van den Hurk    | Helsingborg     |
| 15  | 0      |  | Linus Hallenius         | GIF Sundsvall   |
| 15  | 3      |  | Dijan Vukojevic         | Norrby          |
| 13  | 0      |  | Ashley Mark Coffey      | AFC Eskilstuna  |
| 13  | 3      |  | Leonard Pllana          | Brage           |
| 10  | 0      |  | Erik Björndahl          | Västerås SK     |
| 9   | 0      |  | Nicolas Mortensen       | Öster           |
| 9   | 0      |  | Alexander Ahl Holmström | AFC Eskilstuna  |
| 9   | 3      |  | Pontus Engblom          | GIF Sundsvall   |
| 8   | 0      |  | Linus Olsson            | Landskrona BoIS |
| 8   | 0      |  | Nikola Vasic            | Vasalund        |
| 8   | 1      |  | Petar Petrovic          | Trelleborg      |